# Крістійне (район)
59°25′01″ пн. ш. 24°41′40″ сх. д. / 59.416944444444° пн. ш. 24.694444444444° сх. д.
Крістійне (ест. Kristiine від «Christina») — один із 8 адміністративних округів (ест. linnaosa) Таллінна, столиці Естонії .
Крістійне поділяється на 3 підрайони (ест. asum):
- Ярве
- Ліллекюла
- Тонді

Назва Kristiine походить від шведської королеви Христини, під правлінням якої в 1653 році територія була розділена на 46 частин (кожна з них по 9 га) і продана бізнесменам і міській владі за 100 ріксдалерів . Цілу місцевість називали Christinental (Долина Христини) і згодом Кристине сінокіс.

## Населення
| Етнічна група | Відсоток |
| ------------- | -------- |
| естонці       | 69,4 %   |
| росіяни       | 24,4 %   |
| українців     | 2,1 %    |
| білорусів     | 1,2 %    |
| фіни          | 0,6 %    |
| євреї         | 0,3 %    |
| татари        | 0,2 %    |
| інші          | 1,9 %    |

Крістійне має населення 31 739 осіб (Станом на 1 листопада 2014).
| рік       | 2004 рік | 2005 рік | 2006 рік | 2007 рік | 2008 рік | 2009 рік | 2010 рік | 2011 рік | 2012 рік | 2013 рік | 2014 рік |
| Населення | 29,424   | 29,908   | 29 816   | 29,511   | 29,478   | 29,221   | 29,395   | 29 810   | 30 055   | 30,274   | 31,256   |